# New Star Trophy
Die New Star Trophy ist eine 2022 von der FIS eingeführte Wettkampfserie im Skispringen für Kinder unter 15 Jahren.

## Geschichte
Bei einem Meeting in Mailand im März 2022 gab die FIS die Einführung einer neuen Wettkampfserie im Skispringen für Kinder bekannt, die New Star Trophy. Sie sollte nach Weltcup, Continental-Cup und FIS-Cup zur vierthöchsten, de facto aber nach dem Alpencup zur fünfthöchsten Wettkampfserie im Skispringen werden.
Am 10. September 2022 fand der erste Wettbewerb in Râșnov statt. Bis jetzt wurden die Wettkämpfe in den Saisons 2022/23 und 2023/24 ausgetragen.

## Konzept
Es gibt sowohl für Mädchen als auch für Jungen Wettkämpfe in den Altersklassen U15, U13, U11 und U9. Die Wettkämpfe werden auf Klein- und Mittelschanzen ausgetragen.
Die Serie ist unter anderem für Jugendspringer aus kleineren Skisprungnationen wie Bulgarien, Lettland und der Slowakei gedacht, damit diese an Springen unter höherklassigen Wettkampfbedingungen teilnehmen können. Damit kein Druck entsteht an allen Wettkämpfen teilzunehmen, gibt es keine Gesamtwertung.

## Austragungsorte
Eigentlich waren mehr Wettkämpfe geplant, es sind jedoch nur von vier Springen Ergebnisse zu finden, vermutlich wurden die anderen abgesagt. Auch die Wettkämpfe wurden hauptsächlich in kleineren Skisprungnationen ausgetragen:
- Râșnov
- Harrachov
- Predazzo
- Bad Freienwalde (Oder)

## Statistik
Insgesamt gelang es Springern und Springerinnen aus elf Nationen sich in der New Star Trophy auf dem Podest zu platzieren.

### Podestplatzstatistik Jungen
|    | Land        | 1. | 2. | 3. | Gesamt |
| -- | ----------- | -- | -- | -- | ------ |
| 1  | Tschechien  | 4  | 4  | 3  | 11     |
| 2  | Bulgarien   | 4  | 1  | 0  | 5      |
| 3  | Slowakei    | 3  | 3  | 0  | 6      |
| 4  | Rumänien    | 2  | 5  | 9  | 16     |
| 5  | Italien     | 2  | 2  | 2  | 6      |
| 6  | Deutschland | 2  | 1  | 3  | 6      |
| 7  | Georgien    | 2  | 1  | 1  | 5      |
| 8  | Polen       | 1  | 2  | 0  | 3      |
| 9  | Lettland    | 1  | 0  | 0  | 1      |
| 10 | Ungarn      | 0  | 1  | 1  | 2      |

### Podestplatzstatistik Mädchen
|    | Land        | 1. | 2. | 3. | Gesamt |
| -- | ----------- | -- | -- | -- | ------ |
| 1  | Slowakei    | 5  | 1  | 0  | 6      |
| 2  | Rumänien    | 2  | 3  | 1  | 6      |
| 3  | Deutschland | 2  | 1  | 2  | 5      |
| 4  | Ukraine     | 2  | 1  | 1  | 4      |
| 5  | Tschechien  | 1  | 2  | 1  | 4      |
| 5  | Georgien    | 1  | 2  | 1  | 4      |
| 7  | Lettland    | 1  | 1  | 1  | 3      |
| 8  | Italien     | 1  | 1  | 0  | 2      |
| 9  | Bulgarien   | 0  | 3  | 7  | 10     |
| 10 | Ungarn      | 0  | 0  | 1  | 1      |

### Podestplatzstatistik Gesamt
|    | Land        | 1. | 2. | 3. | Gesamt |
| -- | ----------- | -- | -- | -- | ------ |
| 1  | Slowakei    | 8  | 4  | 0  | 12     |
| 2  | Tschechien  | 5  | 6  | 4  | 15     |
| 3  | Rumänien    | 4  | 8  | 10 | 22     |
| 4  | Bulgarien   | 4  | 4  | 7  | 15     |
| 5  | Deutschland | 4  | 2  | 5  | 11     |
| 6  | Georgien    | 3  | 3  | 2  | 8      |
| 6  | Italien     | 3  | 3  | 2  | 8      |
| 8  | Ukraine     | 2  | 1  | 1  | 5      |
| 8  | Lettland    | 2  | 1  | 1  | 5      |
| 10 | Polen       | 1  | 2  | 0  | 3      |
| 11 | Ungarn      | 0  | 1  | 2  | 3      |